# Tunsberghus
Tunsberghus är en norsk borganläggning på toppen av Slottsfjellet i Tønsberg i Vestfold. På 1200- och 1300-talet var det ett av Norges kungliga residens och arealmässigt det största och den kanske viktigaste fästningsanläggningen i landet. Tunsberghus var i användning 871 -  1503. då det brändes av svenskarna och är i dag i ruiner.
Det utgör idag ruiner från Castrum Tunsbergis, Norges största slott på 1200-talet, ursprungligen byggt av kung Håkon IV, sonson till kung Sverre. 

## Historik
Tønsberg, som dateras till 871, anses allmänt ha varit den äldsta norska staden och en av de äldsta registrerade befästa platserna i Norge. Enligt Snorre Sturlasson grundades Tønsberg före slaget vid Hafrsfjord under vilket kung Harald I av Norge förenade Norge under sitt styre. Tønsberg var ett viktigt handelscentrum och plats för Haugating, tinget (församlingen) för Vestfold och en av Norges viktigaste platser för kungarnas proklamation. På 1200-talet byggde kung Håkon Håkonsson ett slott, Tunsberghus, på platsen för den moderna Tønsbergs kommun. Den låg vid vad som tidigare var en av de viktigaste hamnarna i Norge. Slottet byggdes kraftigt ut under Håkon Håkonssons och Magnus Lagaböters regeringstid, som lade till stora murar, torn, bostadshus och en kyrka. Den siste kungen av ett dåtida helt självständigt Norge, Håkon Magnusson, dog på slottet 1319.

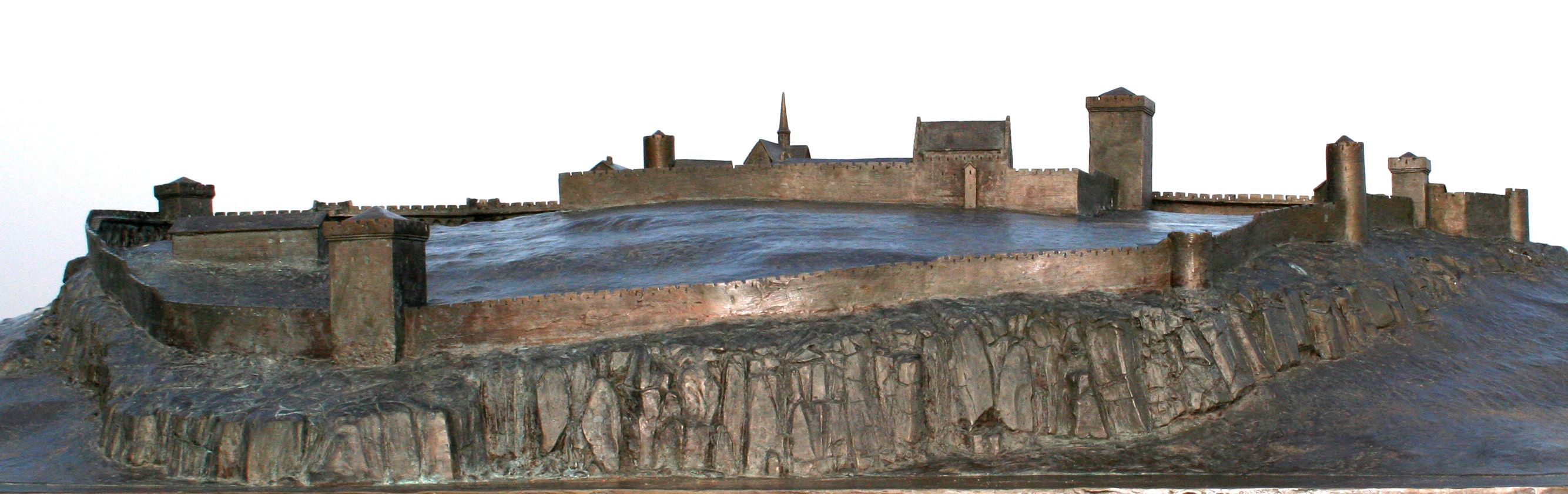
Bronsmodell som visar hur man föreställer sig att borgen på Slottsfjellet kan ha sett ut på 1200-talet

Endast ett fåtal ruiner av fästningen finns kvar idag. Det moderna tornet (Slottsfjellet i Tønsberg) restes 1888 som ett minnesmärke över den historiska fästningen. År 1971 förbättrade lokala myndigheter isoleringen. Då monterades också nya plaketter inuti tornet. På sidorna finns de förgyllda signaturerna av tre moderna kungar av Norge: Haakon VII (1 augusti 1906), Olav V (1 juli 1958) och Harald V (9 mars 1992). På tavlan över entrén står det:
871-1871
Maa Byen som paa Tunet staar, faa blomstre nye Tusind-aar
("Må staden på denna plats blomstra i ytterligare tusen år")

## Slottsfjellsmuseut
Slottsfjellsmuseet grundades 1939 som Vestfold Fylkesmuseum. Det är nu en del av Vestfold Museum (Vestfoldmuseene). Utställningarna i museet presenterar Vestfolds kulturhistoria med särskild tonvikt på valfångst och sjöfart, stads- och landsbygdshistoria i Vestfold fram till andra världskriget.